# Argyrophenga antipodum
Argyrophenga antipodum är en fjärilsart som beskrevs av Doubleday 1845. Argyrophenga antipodum ingår i släktet Argyrophenga och familjen praktfjärilar. Inga underarter finns listade i Catalogue of Life.